# Classificació d'Udden-Wentworth
L'escala granulomètrica de Wentworth o classificació de Wentworth (o d'Udden-Wentworth), és una escala logarítmica adoptada internacionalment per a la classificació granulomètrica de les partícules sedimentàries, la qual fou proposada per C. K. Wentworth, que prengué com a base la d'Udden amb algunes modificacions en les classes límits: partint d'un mil·límetre, i emprant la raó 1/2 en un sentit i 2 en l'altre, s'obtenen els límits de diàmetre de cada classe.
Les partícules majors de 64 mm s'anomenen blocs. Les partícules més petites són els còdols, palets, grànuls, sorres, llims i argiles.